# Obere Seebachalm
Die Obere Seebachalm, auch Oberseebach, ist eine Alm im Defereggental. Sie liegt in der Außenzone des Nationalparks Hohe Tauern.

## Lage
Die Obere Seebachalm liegt am Talboden der Schwarzach im hintersten Teil des Defereggentals. Sie wird umrahmt von der Totenkarspitze im Norden, der Panargenspitze im Nordwesten, dem Keesegg im Westen, den Bretterspitzen im Süden und der Fleischbachspitze im Westen. Erreichbar ist die Alm von der Defereggentalstraße, von der nach der Ortschaft Erlsbach bzw. vor der Katzleiterbrücke eine Straße nach Norden abzweigt, die in der Folge der Schwarzach flussaufwärts nach Norden führt. Der zunächst öffentliche, aber mautpflichtige Fahrweg führt zunächst zur Patscher Alm und der Oberhausalm, danach führt ein nicht öffentlicher Fahrweg weiter zur Unteren und Oberen Seebachalm bzw. weiter zur Jagdhausalm.
Die Obere Seebachalm liegt südlich bzw. rechtsseitig der Schwarzach. Östlich fließt der Seebach, der die Obere von der Unteren Seebachalm trennt. Die Obere Seebachalm besteht aus vier Gebäuden bzw. vier Adressen (Oberseebach 1 bis 4) und einem großen Wegkreuz auf Bruchsteinfundament.

## Geschichte
Die Obere Seebachalm wurde ebenso wie die nördlich gelegenen Almen, Jagdhausalm und Affentalalm, traditionell von Südtiroler Bauern bewirtschaftet. Die südlich befindliche Untere Seebachalm stand dahingegen im Besitz der Deferegger Bauern. In den Ortsverzeichnissen der Statistik Austria werden die Gebäude der Oberen Seebachalm bis 1971 zusammen mit der Unteren Seebachalm als Seebachalpe oder schlicht als Seebach genannt. Erst 1971 scheint die Obere Seebachalm als Oberseebach mit zwei Gebäuden auf. Seit 1991 wird sie als Obere Seebachalm, jedoch ohne Gebäudeanzahl genannt.

## Tourismus
Durch die Obere Seebachalm führt der von zahlreichen Wanderern und Mountainbikern genutzte, nicht öffentliche Fahrweg zur Jagdhausalm und dem Klammljoch. Von der Oberen Seebachalm nimmt zudem ein Wanderweg seinen Ausgang, der zum Sankt-Josef-See und der Rosshornscharte führt, von der aus das Rosshorn, das Fenneregg oder der Lenkstein bestiegen werden können.